# 화이트 보이 릭
《화이트 보이 릭》(영어: White Boy Rick)은 미국에서 제작된 얀 드망주 감독의 2018년 범죄 드라마 영화이다. 매슈 매코너헤이, 리치 메릿, 벨 파울리, 제니퍼 제이슨 리, 브라이언 타이리 헨리, 로리 코크런, RJ 사일러, 조너선 메이저스, 에디 마선, 브루스 던, 파이퍼 로리 등이 출연하였고, 대런 애러노프스키 등이 제작에 참여하였다. 14살에 역대 최연소 연방 수사국(FBI) 정보 제공자가 되었으며 후에 마약 밀매상이 된 리처드 “화이트 보이 릭” 워시 주니어의 실화에 느슨하게 바탕하였다.
평단으로부터 엇갈린 평을 받았으며, 박스 오피스에서 제작비 2,900만 달러에 미치지 못하는 2,600만 달러의 수익을 올렸다.

## 줄거리
크랙 코카인 유행으로 마약과의 전쟁이 한창이던 1984년 디트로이트. 백인 릭은 불법으로 총 부품을 만들고 총기를 팔아 입에 풀칠을 하고 산다.
릭은 지역 흑인 갱스터 조니 커리에게 소음기가 장착된 이집션 AK-47 칼라시니코프 소총을 파는 자리에 14살 아들 리키를 보낸다. 리키가 그 자리에 있던 조니의 동생 부와 바로 친구가 되면서 리키는 전원 흑인으로 구성된 일당에게 호감을 산다.
릭의 활동에 주목하던 연방 수사국(FBI) 요원 앨릭스와 프랭크가 리키에게 접근해 릭 몰래 정보 제공자로 활동한다면 릭이 받게 될 기소를 면제해 주겠다고 제안한다. 철저한 위장을 위해 리키는 마약을 팔면서 마약 공급책으로 신뢰를 얻는 한편 사치스런 생활에 푹 빠진다. 릭은 리키가 침대 밑에 숨겨 놓은 달러 지폐 뭉치를 발견해 이를 추궁하고, 부자 사이가 갈라진다.
어느 날 리키가 가출했던 누나 돈과 식당에서 만나던 중 주차해 놓은 할아버지 차를 누군가 훔쳐 가자 둘은 그 뒤를 쫓으며 총을 쏴 댄다. 남매는 체포되지만 리키 담당 요원들이 보석금을 내 줘 바로 풀려나고, 이에 조니는 리키를 의심하기 시작한다.
조니는 라스베이거스 파티에서 라이벌 리언 루커스의 친구인 블랙 에드를 샴페인 병으로 내려쳐 반죽음 상태로 만든 뒤 조직원들에게 차를 타고 리언의 집 앞을 지나가며 총을 난사하라는(drive-by) 명령을 내려 리언의 어린 조카를 죽인다. 리키는 이 죽음에 자신이 조니에게 팔았던 AK가 쓰였다는 사실을 알고 충격을 받아 무리와 어느 정도 거리를 두기 시작한다. 결국 조니는 갱단원을 시켜 리키를 쏘게 한다. 앨릭스는 병원에 누워 있는 리키에게 덕분에 조니의 은신처 현장을 불시 단속할 수 있는 증거를 다 모았다고 말한다.
1986년 리키는 전 여자 친구가 딸 키샤를 낳았다는 걸 알게 된다. 이어 리키와 릭은 돈이 마약 중독자가 되어 마약 소굴에서 지내는 걸 알고 집으로 데려와 치료를 시작한다.
1987년 릭이 비디오 가게를 열 정도로 금전 상황에 여유가 생겼음에도 이제 17살이 된 리키는 크랙 코카인을 팔고 조니의 빈 자리를 차지한 뒤 심지어 조니의 아내 캐시와 성관계까지 맺는다. 결국 FBI에 체포된 리키는 유통 목적 마약 소지 혐의로 종신형을 선고받는다.
앨릭스와 프랭크가 마지막 불시 단속 작전에 협조한다면 감형해 주겠다고 형량 거래를 제안하자 리키는 캐시를 시켜 다량의 마약을 옮기고, FBI는 거래 현장에 나타나 관련자 전원을 체포한다. 그러나 요원들이 리키를 모른 체하면서 리키는 그대로 종신형에 처해진다.
30년 넘게 수감되며 미시건주 비폭력 범법자 사상 최장기 수감자가 된 리키는 2017년 가석방된다. 아버지 릭은 이미 2014년에 사망한 뒤였다.
딸 키샤와는 옥중에서도 연락을 지속했으며, 키샤는 결혼해 두 아들을 두고 행복하게 살고 있다는 후일담이 나온다.

## 출연진
- 매슈 매코너헤이 - 리처드 “릭” 워시 시니어 역
- 리치 메릿 - 리처드 “리키” 워시 주니어 역
- 벨 파울리 - 돈 워시 역
- 제니퍼 제이슨 리 - 연방 수사국(FBI) 요원 앨릭스 스나이더 역
- 로리 코크런 - FBI 요원 프랭크 버드 역
- 브라이언 타이리 헨리 - 디트로이트 경찰국 마약 단속반 멜 “로치” 잭슨 형사 역
- RJ 사일러 - 루델 “부” 커리 역
- 조너선 메이저스 - 조니 “릴 맨” 커리 역
- 에디 마선 - 아트 데릭 역
- 테일러 페이지 - 캐시 볼슨커리 역
- 브루스 던 - 할아버지 로먼 “레이” 워시 역
- 파이퍼 로리 - 할머니 버나 워시 역
- YG - 리오 “빅 맨” 커리 역
- 대니 브라운 - 에드워드 “블랙 에드”핸서드 역

## 기타 제작진
- 총괄 제작: 조지아 캐캔더스, 크리스토퍼 말리크, 마이클 와이스
- 미술: 스테파니아 첼라
- 의상: 에이미 웨스트콧